# Len Hanson
Leonard Hanson, detto Len (Bradford, 1º novembre 1887 – Bradford, 27 ottobre 1949), è stato un ginnasta britannico.

## Palmarès

### Olimpiadi
- 1 medaglia:
  - 1 bronzo (Stoccolma 1912 nel concorso a squadre)